# Japán csonkafarkú macska
A japán csonkafarkú a házi macska Japánban őshonos fajtája. Legfeltűnőbb megkülönböztető jegye, hogy farkának egy mutáció következtében csak néhány csigolyája fejlődik ki, így alig néhány centiméter hosszú. Szőrének színe bármilyen lehet, de legnépszerűbbek a fehér alapon vörös és fekete foltokkal tarkított kalikók. Japánban a fajta több évszázada létezik és a macskaszellemekhez számos legenda, népmese fűződik. Az üzletekben gyakran látott "integető macska" szerencsefigura és a rajzfilmből ismert Hello Kitty is ebből a fajtából kerül ki.

## Története

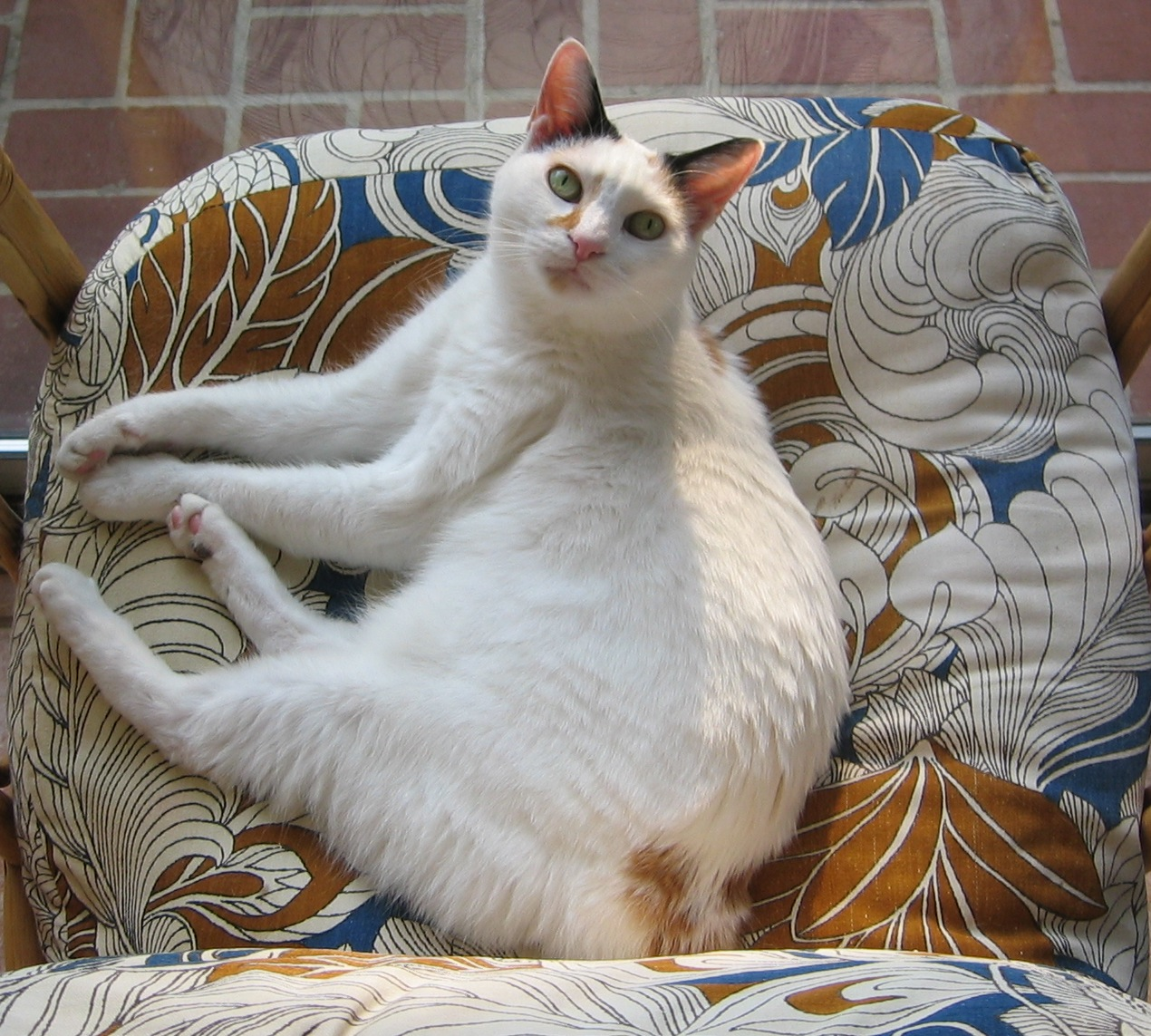

A rövidfarkú macskák az írott források és festmények tanúsága szerint már legalább ezer éve megjelentek Japánban. A recesszív mutáció okozta rövidfarkúság (vagyis rövid és hosszú farkú macska utódai hosszúfarkúak lesznek) annak ellenére elterjedt maradt, hogy 1602-ben egy rendelet kötelezte a lakosokat, hogy macskáikat engedjék szabadon, hogy a selyemhernyótenyésztést veszélyeztető egereket és patkányokat összefogdossák. Egy 15. századból származó festményen már a hosszú szőrű változat is felismerhető, hátukon kettéfésült bundával és pompomszerű farkukkal.
1701 körül a Japánba utazó német Engelbert Kaempfer így írt: "csak egyfajta macskát tartanak. Szőrén nagy sárga, fekete és fehér foltok vannak; rövid farka úgy néz ki, mintha elgörbült és eltört volna. Esze ágában sincs patkányokra és egerekre vadászni, csak a nőkkel hordoztatja és simogattatja magát".
A világ 1968-ban ismerte meg a japán csonkafarkút, amikor az amerikai Judy Crawford küldött egy példányt Elizabeth Freretnek az USA-ba, majd amikor hazatért, további macskákat vitt magával tenyésztés céljából. A rövidszőrű verziót 1973-tól a hosszúszőrűt pedig 1993-tól lehet nevezni kiállításokra.

## Külseje

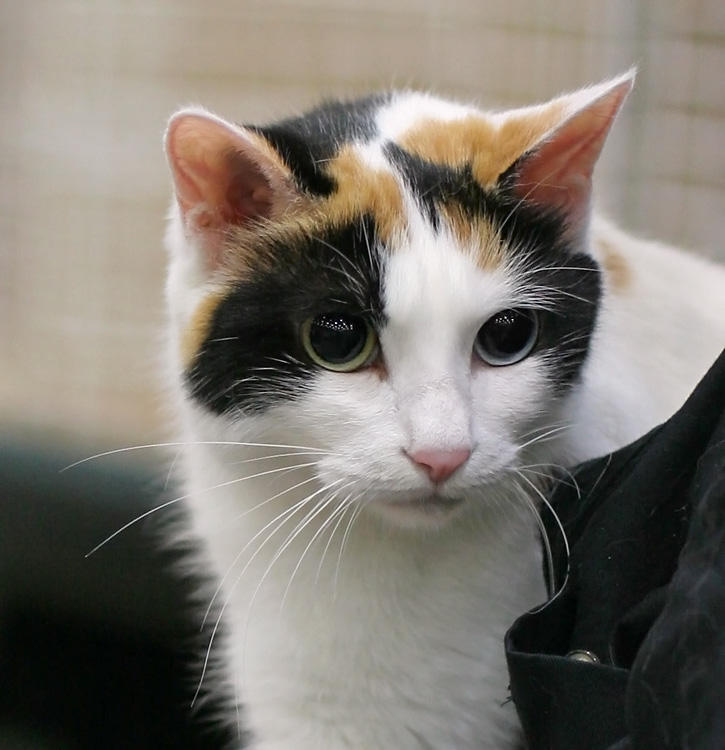
Felemás szemű macska

Közepes méretű fajta, testalkata nyúlánk, elegáns, izmos. A kandúrok lényegesen nehezebbek (3,2–4 kg) lehetnek a 2-2,8 kg-os nőstényeknél. Fejük szemből egyenlő oldalú háromszöget formáz (a fülek nélkül), füleik nagyok, távol állóak, egyenesen felállnak. Szemei nagyok, oválisak, kissé ferdék. Pofacsontjai szélesek, pofája nem hegyes vagy szögletes, hanem inkább kerek. Lábai hosszúak és karcsúak, a hátsó lábai hosszabbak, mint a mellsők. Mancsai kicsik, oválisak. Szőre puha, selymes, aljszőrei alig vannak. A farka nem lehet 7,5 cm-nél (3 hüvelyknél) hosszabb, szőre hosszabb mint a testen; a rövidszőrű változatnál pompomra, a hosszúszőrűnél krizantémra emlékeztet.
Bármilyen színváltozat megengedett, de a leggyakoribb (különösen a nőstényeknél) a fehér alapú kalikó (japánul (三毛 mi-ke, szó szerint háromszőrű). Gyakori még a vörös-fehér vagy fekete-fehér foltos, az egyszínű, vagy fehér folt nélküli cirmos változatok ritkábbak.
A fehér alapszínű nőstény macskák szemei felemásak lehetnek, egyik sárga, a másik pedig kék.

## Viselkedése
A japán csonkafarkú aktív, felfedezőkedvű, társaságkedvelő macska. Energikus és játékos, esetenként önfejű. A kutyához hasonlóan néha hajlandó visszahozni az eldobott tárgyakat és nem tiltakozik a pórázon vezetés ellen. "Beszélgetős" macska, hangulatát sokféle hangjelzéssel adja gazdája tudtára. A többi fajtához képest jobban szereti a vizet.     

## Genetikája
A fajta csonkafarkúságát egy recesszív mutáció okozza, amellyel a farokcsigolyák számának csökkenése és részleges vagy teljes összeforrása jár. Egyéb egészségügyi problémát nem okoz, szemben a farok nélküli Man-szigeti macskával, melynek különleges külseje egy domináns mutáció eredménye, gyakorta jár gerinc- és medenceproblémákkal és homozigóta formában halálos. 

## Folklór

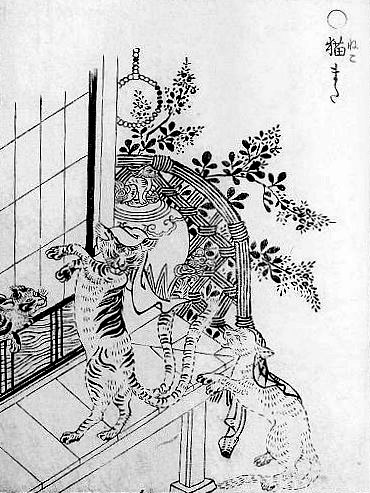
Nekomaták

Egy legenda szerint egy alvó macska bozontos farka beleért a tűzbe és lángra kapott. A rémült állat körberohangált a városban, nagy tűzvészt okozva, ezért a császár elrendelte, hogy minden macska farkát le kell vágni: innen származik a fajta.
A japán folklórban nagy szerepe van a macskáknak. A néphit szerint ha egy macskát sokáig tartanak egy házban és eléri a 12 (más területeken 13) éves kort, akkor macskaszellem, macskaszörny, bakeneko lehet belőlük, aki képes emberré változni, átkot szórni sőt holtakat felkelteni. Ezek a szellemek lehetnek jó- vagy rosszindulatúak, bosszút állhatnak gonosz gazdájukon. Egyes öreg macskák második farkat növesztenek és másik fajta szellemmé, nekomatává változnak. Feltehetően azért is terjedt el a rövidfarkú fajták tartása, hogy ezt az átváltozást lehetetlenné tegyék.
A csonkafarkú macskát ábrázolja a maneki-neko, integető macska, a többnyire kerámiából készült szerencsehozó szobrocska, amelyet házak, üzletek bejáratánál helyeznek el. Eredetét illetően több elképzelés és legenda is létezik, mindenesetre a szokás több száz éves.